# Kreuzkapelle (Kirchschönbach)

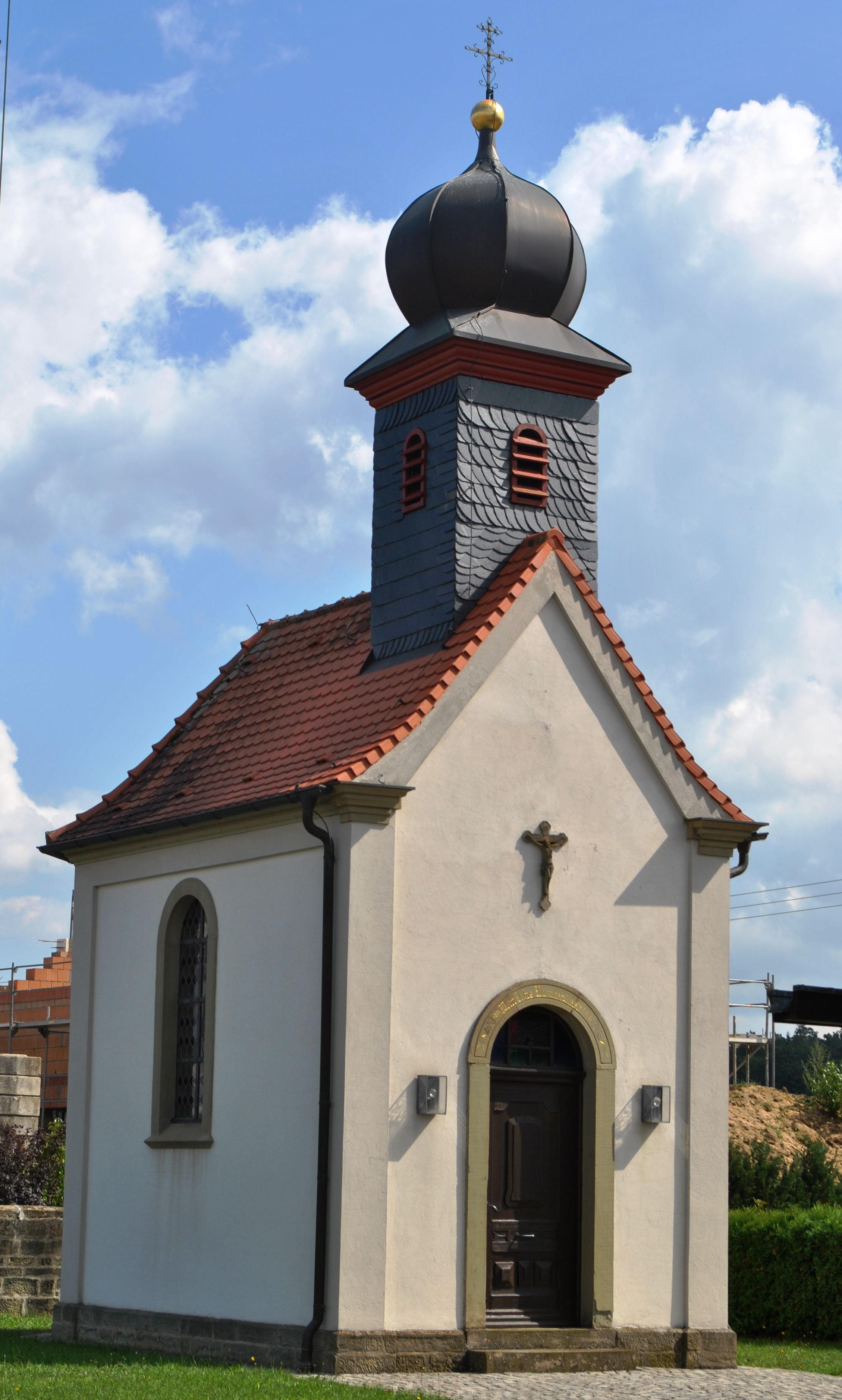
Die Kapelle am Rande des Friedhofs

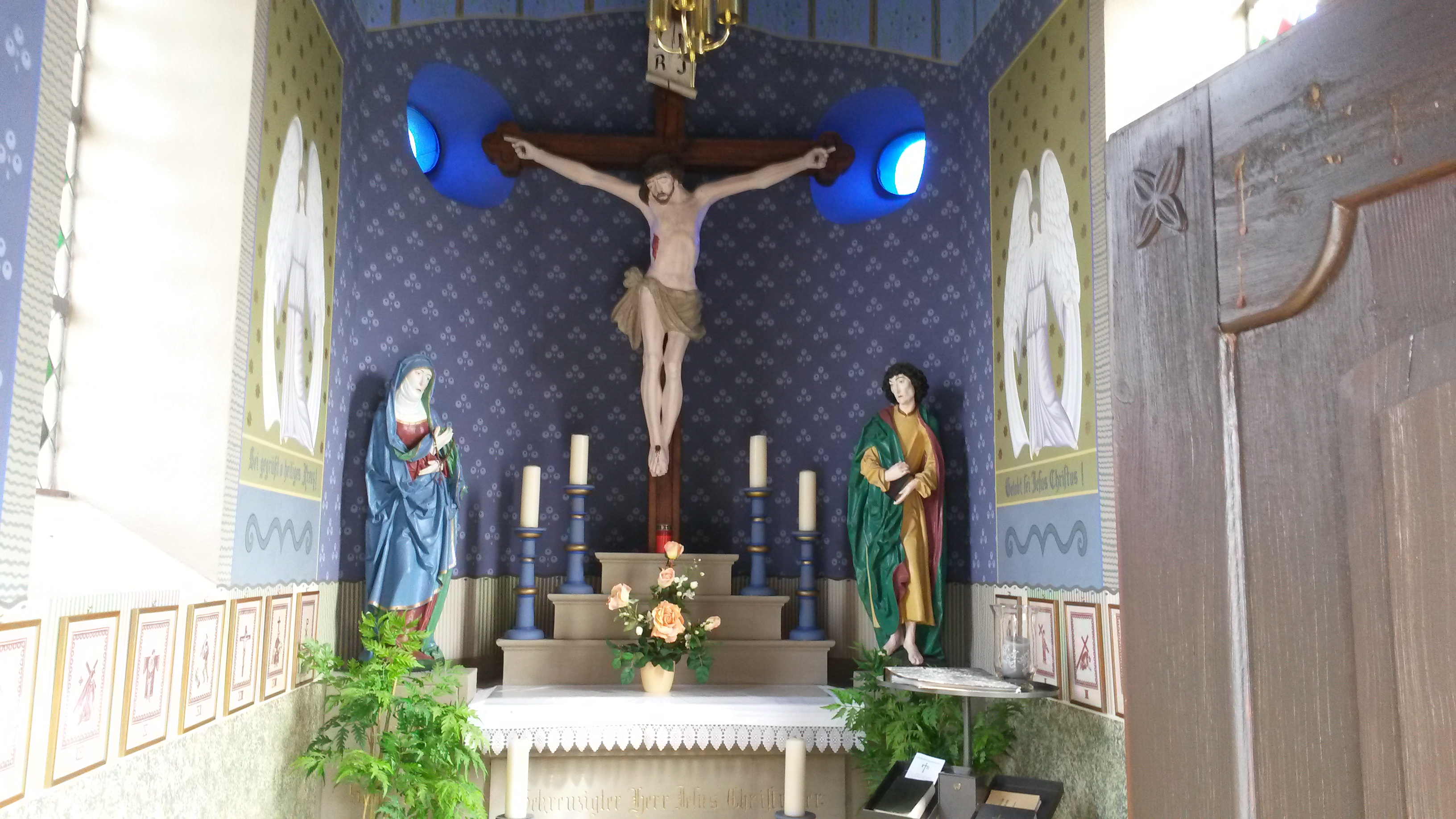
Die Kapelle von Innen

Die Kreuzkapelle im unterfränkischen Kirchschönbach ist die Friedhofskapelle des Prichsenstadter Ortsteils. Sie steht am Rande des örtlichen Friedhofs am Sambacher Weg. Die Kapelle ist Teil des Dekanats Kitzingen.

## Geschichte
Die Kapelle entstand als Friedhofskapelle zu Beginn des 20. Jahrhunderts. Im Jahr 1911 wurde sie unter der Bauleitung von Georg Seiling an der heutigen Stelle errichtet. Die Benediktion wurde noch im gleichen Jahr vom Pfarrer Eugen Hippeli vorgenommen. Nachdem die Kapelle lange Zeit der Witterung überlassen wurde und verfiel, plante man 1996 den Abbruch. Dies konnte jedoch durch eine umfassende Renovierung verhindert werden. Das Bayerische Landesamt für Denkmalpflege ordnet das Kirchengebäude als Baudenkmal ein.

## Architektur und Ausstattung
Die Kirche präsentiert sich als kleiner Saalbau. Sie schließt mit einem polygonalen Chor ab, ein Dachreiter wurde oberhalb des Portals angebracht. Die Kapelle wird auf jeder Seite von einem Rundbogenfenster durchlichtet. Das Portal wurde ebenfalls mit einem Rundbogen versehen, oberhalb findet sich ein kleines Kruzifix. Das Gotteshaus schließt mit einem Satteldach ab.
Im Turm befindet sich eine Glocke von Rinker/Sinn, die im Mai 1997 gegossen wurde und im Ton c³ erklingt.